# سراج‌الدین اوشی
سراج‌الدین علی بن عثمان اُوشی ( -۱۱۹۶م یا ۱۲۰۵م) محدث و فقیه حنفی فرغانی در سدهٔ ششم هجری با گرایش‌های اصولی-اشعری و اعتزالی بود که در ادبیات عربی، برای قصیده‌اش با عنوان لامیّة یا بدء الأمالی شهرت یافت.

## زندگی
نام و نسب کامل او «سراج‌الدین علی بن عثمان بن محمد شهیدی اُوشی فرغانی» ذکر شده است.در اوش، از توابع فرغانه به دنیا آمد. همچنین با لقب «اِمام الحَرَمین» شناخته می‌شده؛ لقبی است ویژهٔ برجستگانی که مجاور مکه شده‌اند. اوشی در اواخر سدهٔ سدهٔ ششم یا اوایل سدهٔ هقتم ق درگذشت.

## آثار
- قصیدهٔ لامیه یا بدء الأمالی: در توحید است؛ بسیار مشهور و شرح‌نوشته شد. به فارسی و ترکی ترجمه شده است. [۲]
- الفَتاویٰ السِراجیة: در ۵۶۹ق/ ۱۱۷۳م نگارش آن را پایان برد.
- نور السراج
- غرر الأخبار و دُرَر الأشعار: چکیدهٔ آن «نصاب الأخبار و تذکرة الأخیار» است، هزار حدیث کوتاه باب‌بندی در صد فصل را دربرمی‌گیرد.
- مشارق الأنوار فی شرح نصاب الأخبار لتذکرة الأخبار: نسخه‌ای خطی با عنوان «نصاب الاخبار لتذکر الاخیار فی احادیث النبی المختار» در کتابخانه مرکزی آستان قدس رضوی هست که شبیه به عنوان این اثرِ اوشی است. [۳]
- شرح منظومة عمر النسفی فی الخلاف: یا مختلف الروایة.